# Júlio Sérgio
Júlio Sérgio Bertagnoli (ur. 8 listopada 1978 w Ribeirão Preto) – brazylijski piłkarz występujący na pozycji bramkarza. Posiada także obywatelstwo włoskie.

## Kariera
Júlio Sérgio rozpoczął swoją karierę w Botafogo-SP, w którego barwach zadebiutował w brazylijskiej ekstraklasie. Po rozegraniu zaledwie dwóch spotkań opuścił klub i przez kolejne dwa lata występował w zespołach z niższych lig, m.in. Francanie, Malutrom oraz Comercialu. W 2002 roku został zawodnikiem Santosu FC, z którym dwukrotnie zdobył mistrzostwo kraju. Po odejściu z klubu grał w EC Juventude i Américe-SP. Pod koniec sierpnia 2006 roku podpisał kontrakt z włoską Romą, skąd latem 2011 roku wypożyczono go do Lecce. W styczniu 2014 roku powrócił do Comercialu.

## Sukcesy

### Santos
- Mistrzostwo Brazylii: 2002, 2004

### Roma
- Puchar Włoch: 2006/07, 2007/08
- Superpuchar Włoch: 2007